# ダン・ユマ
ダン・ユマ (Dan Yuma)、本名・別名：ロバート・ダンハム（Robert Dunham, 1931年7月6日 - 2001年8月6日）は、日本で活躍したアメリカ合衆国出身の俳優、映画監督、映画プロデューサー。クリスチャンで聖公会信者。

## 来歴・人物
メイン州ポートランドで生まれ、マサチューセッツ州ボストンウェルスレイ・ヒルズで育つ。セオドア・ルーズベルトの元妻アリス・ハサウェイ・リーは遠縁にあたる。
ノーブル・アンド・グリーノー・スクールを経て、ウィリアムズ大学で美術史を専攻し、美術学士号を取得。油絵の肖像画を描くことを得意としていた。
1953年に大学を卒業後、海兵隊に入隊。海軍兵学校に入る。朝鮮戦争に出征した後、横浜に配属。1955年に退役後は一度アメリカに帰国し、父親が経営していた自動車ディーラーで働くも九ヶ月で日本に戻る。GI法を利用して通信教育で日本語を学び、1960年代初頭には流暢な日本語を話せるようになっていたとされる。
学生時代からニューヨーク州にて自動車競技で活動。俳優デビュー前にもスタンドドライバーとして日本映画に出演した経験がある。『ドゴラ』で共演した夏木陽介は、ロケで訪れた下田では共にスポーツカーを駆って夜に海岸道路を走っていたと述べている。
貿易会社パシフィック・コマーシャル・アンリミテッドを設立し、他に靴の会社を営む傍ら、日本人女性と結婚したことがきっかけとなり、在日外国人の劇団である東京インターナショナルプレイヤーズの舞台に出演。その公演を見た国際演技者紹介所の関係者の目に留まり、映画やテレビの俳優としての活動を開始。フロンティア・エンタープライズが制作する英語吹き替え版の声優としても活動し、日本映画から香港映画、アニメ作品にいたるまで様々な作品に出演。外国人俳優のキャスティング業務なども行っていた。
日本映画界で日本語の話せる貴重な外国人俳優として、数々の映画に出演した。ユマ自身は俳優としてのキャリアを考えたことはあるが、映画の仕事についてはそれほど真剣には考えていなかったとされる。
軽妙な演技が持ち味とされ、『宇宙大怪獣ドゴラ』（1964年）のマーク・ジャクソン役で強い印象を残す。東宝は同映画の売り込みの代理人として、ハリウッドにユマを派遣した。また、実現はしなかったが、ジャクソンのキャラクターを使った映画の企画も売り込んでいた。
『フランケンシュタイン対地底怪獣』（1965年）では、ユマの熱心な売り込みもあり、当初はジェームス・ボーエン博士役の候補だったが、アメリカ側の要請でニック・アダムスに役を譲っている。アメリカでは、『ゴジラ対メガロ』のシートピア司令・アントニオ役で特に知られている。ユマ自身は『ガンマー第3号 宇宙大作戦』を自身最高の作品と語っていたとされる。1975年に俳優業を引退。引退の理由は燃え尽き症候群とされている。
俳優業と並行して1966年にピート・ブロックと出会い、BREの設立に参加。日野・コンテッサ1300を愛車としていた。俳優を引退した後は自動車雑誌のライターとして活動するが、日本経済の後退により生活が苦しくなったことから、1975年9月にアメリカに帰国。
アメリカへ戻った後はマサチューセッツ州ケープコッドに移住。アメリカに帰国後もレーサーとしての活動は続けている。離婚を経て1987年にフロリダ州サラソータに移住する。それ以降は結婚と離婚を繰り返しており、1999年に7度目の結婚をしている。サラソータの劇団に所属し、晩年までプロデューサー兼監督業を続け、2001年に血栓症で死去した。死去した時点では独身であったとされる。

## 出演

### 映画
- 俺の故郷は大西部（1960年 西河克己監督 日活） - クライトン一世の部下 役
- 弾丸大将（1960年 家城巳代治監督 東映） - マスター軍曹 役
- モスラ（1961年 本多猪四郎監督 東宝） - ニューカーク・シティの政府関係者 役[8][2][注釈 2]
- 白昼の無頼漢（1961年 深作欣二監督 東映） - ケンディ 役
- 世界大戦争（1961年 松林宗恵監督 東宝） - 同盟軍参謀[10]
- 遊民街の銃弾（1962年 飯塚増一監督 東映） - パーカー 役
- 宇宙大怪獣ドゴラ（1964年 本多猪四郎監督 東宝） - マーク・ジャクソン 役[出典 3]
- ゴジラシリーズ（東宝）
  - モスラ対ゴジラ（1964年　本多猪四郎監督） - 米海軍将兵（日本未公開部分）[2]
  - ゴジラ対メガロ（1973年 福田純監督） - アントニオ[出典 4]（吹替え：納谷悟朗） 役[注釈 3]、スタントライダー[5]
- 他人の顔（1966年 勅使河原宏監督 東京映画） - バーの客 役
- TIME TRAVELLERS（1966年 TV映画 ロバート・ダンハム監督）
- ガンマー第3号 宇宙大作戦（1968年 深作欣二監督 東映） - マーチン大尉 役
- 卒業旅行 Little Adventurer（1974年 出目昌伸監督 東宝） - スタント[4]
- エスパイ（1974年 福田純監督 東宝） - 特別機機長 役[出典 5][注釈 4]

### テレビドラマ
- キイハンター

## 監督映画
- Time Travelers（1966年、未公開 [4]） - 監督・脚本[4]
- Samantha（1998年 ） - 監督・脚本[4]